# Temple (Texas)
Temple é uma cidade localizada no estado norte-americano de Texas, no Condado de Bell.

## Demografia
Segundo o censo norte-americano de 2000, a sua população era de 54.514 habitantes.
Em 2006, foi estimada uma população de 54.984, um aumento de 470 (0.9%).

## Geografia
De acordo com o United States Census Bureau tem uma área de
169,5 km², dos quais 169,3 km² cobertos por terra e 0,2 km² cobertos por água. Temple localiza-se a aproximadamente 157 m acima do nível do mar.

## Localidades na vizinhança
O diagrama seguinte representa as localidades num raio de 24 km ao redor de Temple.